# 934-й истребительный авиационный полк ПВО

934-й истребительный авиационный полк ПВО (934-й иап ПВО) — воинская часть истребительной авиации ПВО, принимавшая участие в боевых действиях Великой Отечественной войны.

## Наименования полка
- 934-й истребительный авиационный полк ПВО[1][2];
- 934-й истребительный авиационный полк[1][2];
- Войсковая часть (полевая почта) 55744[1][2].

## История и боевой путь полка
934-й истребительный авиационный полк сформирован в период с 30 июня по 1 октября 1943 года за счет кадров летно-технического состава Учебно-тренировочного центра ИА ПВО ТС в Пензе по штату 015/325 на английских истребителях «Харрикейн» с включением в состав 2-й гвардейской истребительной авиадивизии ПВО.
С 12 декабря 1943 года приступил к боевой работе в составе 2-й гвардейской истребительной авиадивизии ПВО Сталинградского корпусного района ПВО Восточного фронта ПВО на самолётах «Харрикейн». 1 марта 1944 года в составе 2-й гвардейской истребительной авиадивизии ПВО переведен в Северо-Кавказский район ПВО Западного фронта ПВО. В апреле 1944 года в связи с реорганизацией войск ПВО страны в составе 2-й гвардейской истребительной авиадивизии ПВО включен в 87-ю дивизию ПВО Южного фронта ПВО (образован 29.03.1944 на базе Восточного и Западного фронтов ПВО). В мае 1944 года из 2-й гвардейской истребительной авиадивизии ПВО передан в состав 127-й истребительной авиадивизии ПВО 10-го корпуса ПВО Южного фронта ПВО. 24 декабря 1944 года вместе со 127-й истребительной авиадивизией ПВО 10-го корпуса ПВО включен в состав войск Юго-Западного фронта ПВО (преобразован из Южного фронта ПВО). До конца войны входил в состав 127-й истребительной авиадивизии ПВО.
День Победы 9 мая 1945 года полк встретил на аэродроме Сталино.
Всего в составе действующей армии полк находился: с 12 декабря 1943 года по 1 января 1945 года.

## Командир полка
- майор, подполковник Стебловский Иван Егорович[1], 30.06.1943 — 05.07.1944
- подполковник Васильченко Константин Меркурьевич[1], 26.08.1944 — 08.06.1946

## Послевоенная история полка
После войны полк продолжал входить в состав 127-й истребительной авиационной дивизии ПВО 11-го корпуса ПВО Юго-Западного фронта ПВО. 8 июня 1946 года 934-й истребительный авиационный полк ПВО расформирован в составе 127-й истребительной авиационной дивизии ПВО на аэродроме Сталино.